# Giorgio Oliva
Giorgio Oliva (ur. 11 lutego 1908 w Vogherze, zm. 27 lipca 2001 w Vicenzy) – włoski polityk i prawnik, deputowany krajowy i europejski, prezydent prowincji Vicenza (1951–1958), podsekretarz stanu.

## Życiorys
Od 1923 mieszkał w Vicenzy. W młodości podjął działalność w Akcji Katolickiej, od 1931 do 1934 kierował diecezjalną radą tej organizacji. Szefował także diecezjalnemu oddziałowi organizacji katolickich studentów, pisał do katolickiego tygodnika „Vita giovanile”, później także do innych gazet. W 1930 ukończył studia prawnicze na Uniwersytecie Padewskim, w 1940 uzyskał prawnienia adwokata. Pracował w kancelariach prawniczych i Banca cattolica del Veneto. Zasiadł także w dyrekcji instytutu przemysłu i rzemiosła w Vicenzy, zarządzie autostrady i we władzach instytucji kulturalnej Accademia Olimpica w Vicenzy.
W okresie II wojny światowej zaangażował się w ruch oporu, w 1943 należał do założycieli Chrześcijańskiej Demokracji (m.in. jako współautor jej manifestu). W 1945 wyznaczony przez Włoski Komitet Wyzwolenia Narodowego do kierowania komisją ekonomiczną i urzędem pracy w prowincji Vicenza. Od 1947 do 1951 kierował szpitalem w Vicenzy. Zasiadał w radzie gminy i prowincji Vicenza, w latach 1951–1958 pozostawał prezydentem tej ostatniej. Następnie od 1958 do 1976 zasiadał w Senacie III, IV, V i VI kadencji, od 1965 do 1973 oddelegowany także do Parlamentu Europejskiego. Od lipca 1964 do lutego 1966 zajmował stanowisko podsekretarza stanu w ministerstwie handlu i przemysłu, następnie do grudnia 1968 tożsame w resorcie spraw zagranicznych.